# Manolo Flores
Manuel Flores Sánchez, detto Manolo (Mérida, 23 luglio 1951), è un ex cestista e allenatore di pallacanestro spagnolo.

## Carriera
Con la Spagna disputò i Giochi olimpici di Mosca 1980, i Campionati mondiali del 1974 e cinque edizioni dei Campionati europei (1973, 1975, 1977, 1979, 1981).

## Palmarès

### Giocatore
- Campionato spagnolo: 2

Barcellona: 1980-81, 1982-83
- Copa del Rey: 6

Barcellona: 1978, 1979, 1980, 1981, 1982, 1983
- Liga catalana: 2

Barcellona: 1980, 1982

### Allenatore
- Coppa delle Coppe: 1

Barcellona: 1984-85
- Coppa Intercontinentale: 1

Barcellona: 1985